# Cafrangos galóca
A cafrangos galóca (Amanita strobiliformis) a galócafélék családjába tartozó, Európában honos, nyersen mérgező gombafaj.

## Megjelenése
A cafrangos galóca kalapja 10-18 cm átmérőjű, alakja fiatalon gömb alakú, majd domborúvá, öregen pedig majdnem lapossá kiterül. Felszíne sima, de szögletes vagy táblás, vastag, nagy krémfehér vagy szürkés burokmaradványokkal burkolt, esetenként majdnem teljesen. Széle nem bordás és a burokmaradványoktól cafrangos. Színe fehér, krémfehér vagy halványbézs, közepe lehet sötétebb. Húsa vastag, kemény, idősen  puhul; színe fehér, vágásra nem színeződik. Szaga retekszerű.
Közepesen sűrű lemezei szabadon állnak, színük fehér vagy krémfehér.
Spórapora fehér. Spórái megnyúlt gömbszerűek vagy kissé ellipszoidok, simák, méretük 10-13,5 x 7-8,5 µm. 
Tönkje 10-20 magas és 2-4 cm vastag, erőteljes, hengeres alakú. Tövén ovális vagy szögletes gumó található, lehet gyökerező is. Színe fehér, felületén (a gumóén is) könnyen letörölhető pelyhekkel, cafrangokkal. Gallérja  fehér, cafrangos, könnyen lehullik, sokszor a szétterülő kalap széle leszakítja.

### Hasonló fajok
A halálosan mérgező hegyeskalapú galóca szélén is megmaradhatnak a burokmaradványok, de kalapja többé-kevésbé csúcsos. Összetéveszthető még a nyersen mérgező citromgalóca fehér változatával is. 

## Elterjedése és termőhelye
Európában honos, de inkább délen fordul elő nagyobb mennyiségben. Magyarországon elterjedt, de nem gyakori.  
Meszes talajú lomberdőkben, füves erdőszéleken fordul elő. Melegkedvelő. Nyártól kora őszig terem. 
Nyersen mérgező, de alapos, legalább húszperces főzés-sütés után elvileg fogyasztható. Iboténsavat és muszcimolt tartalmaz, fogyasztása nem ajánlott. 

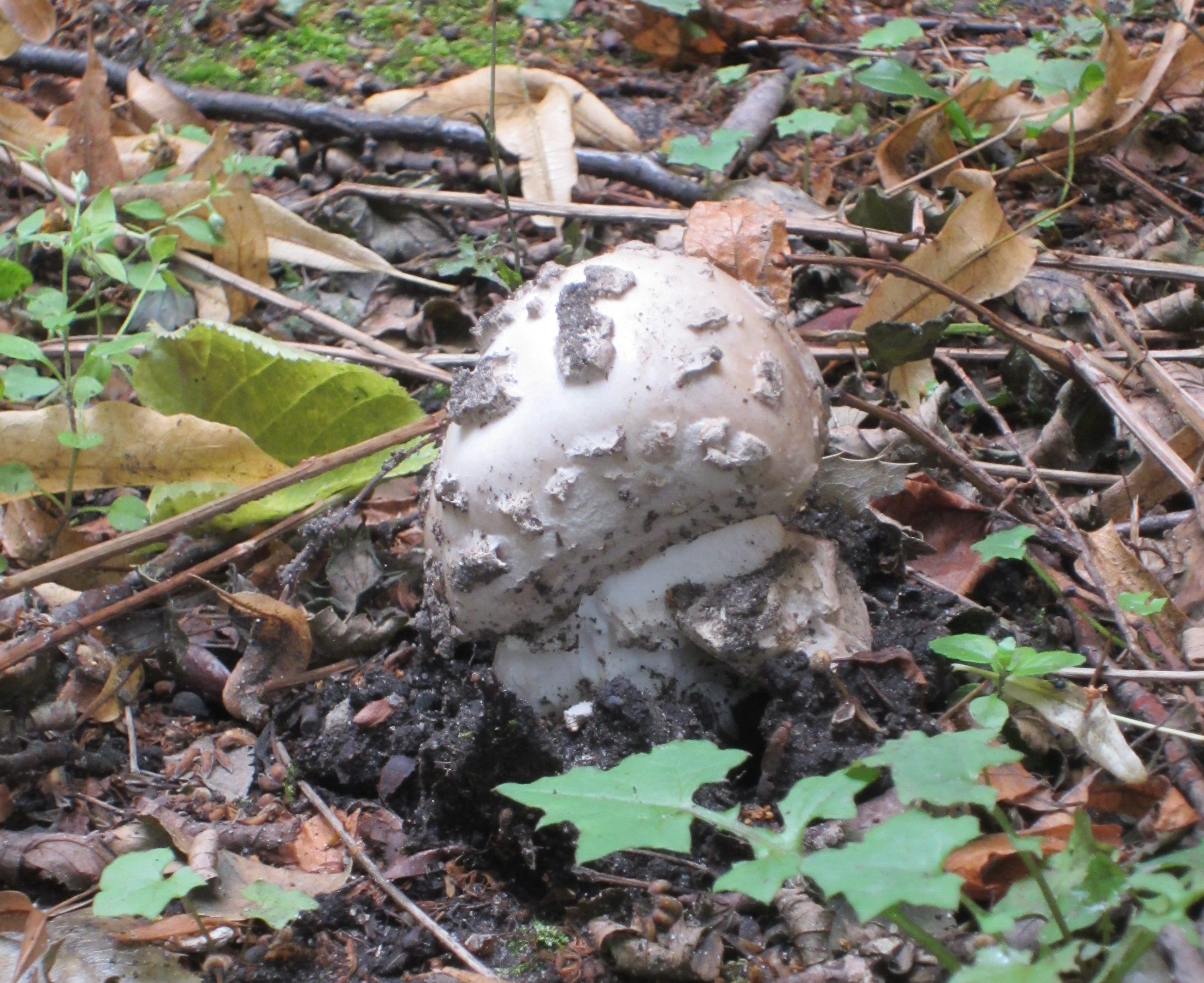
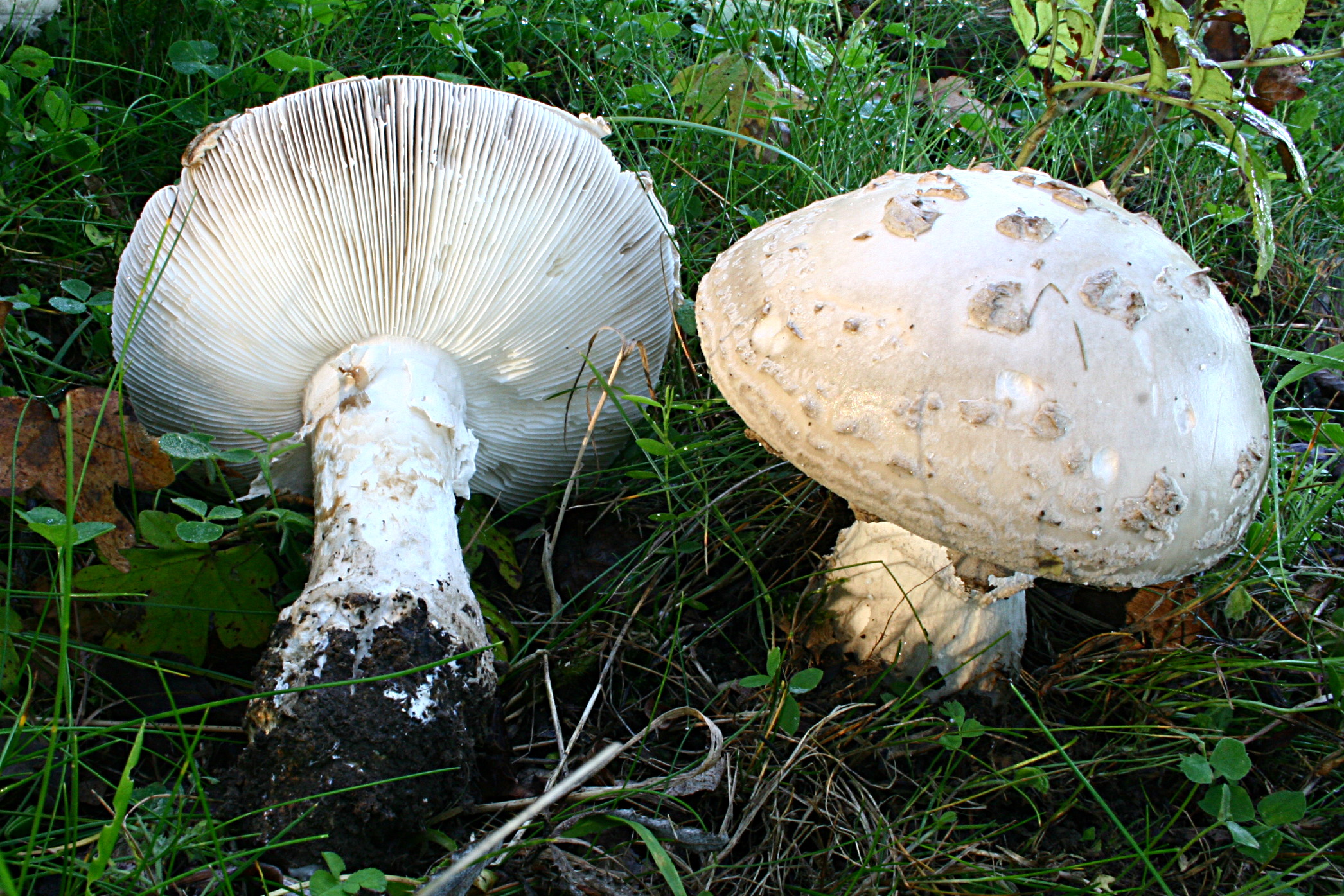
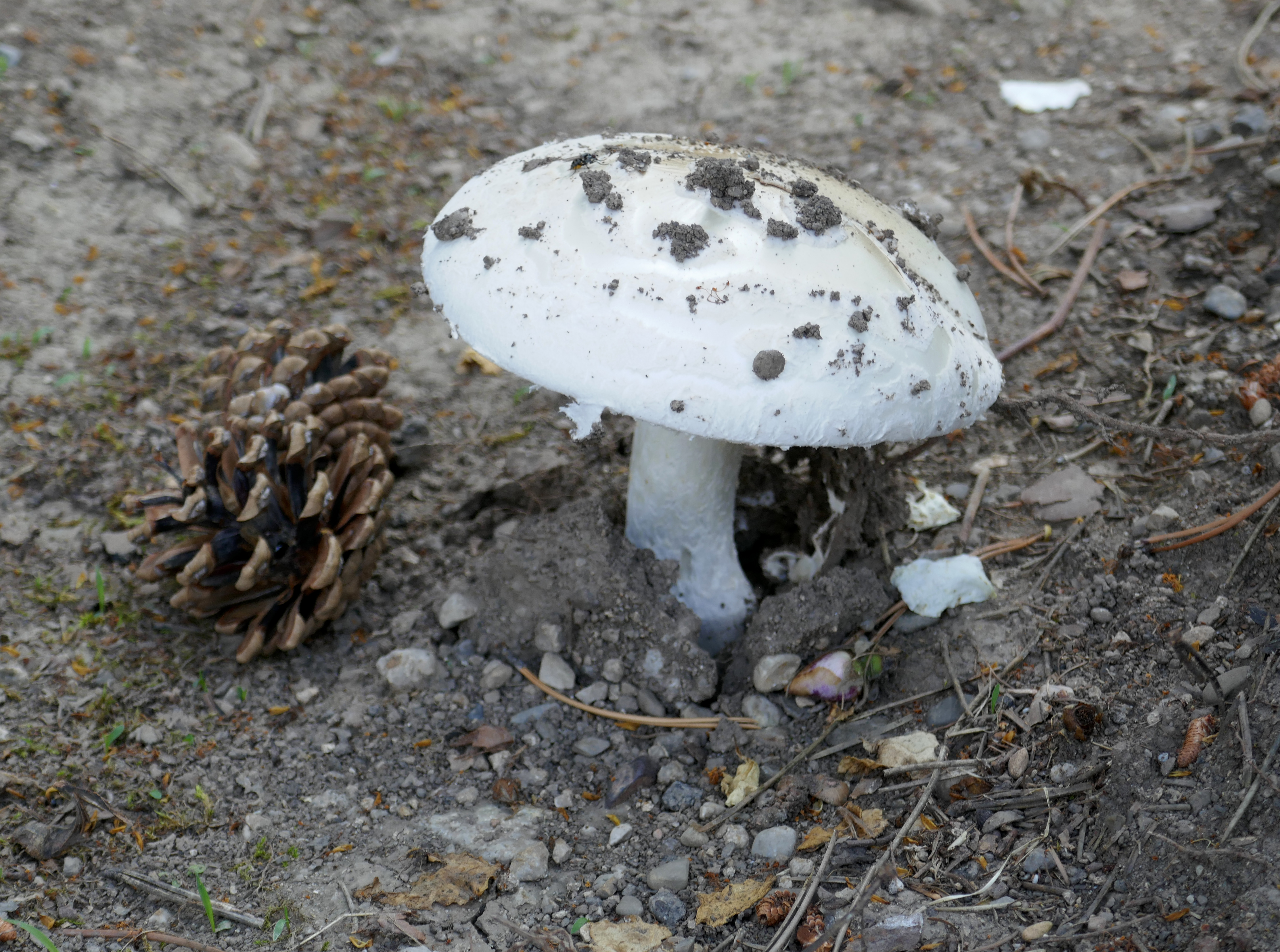
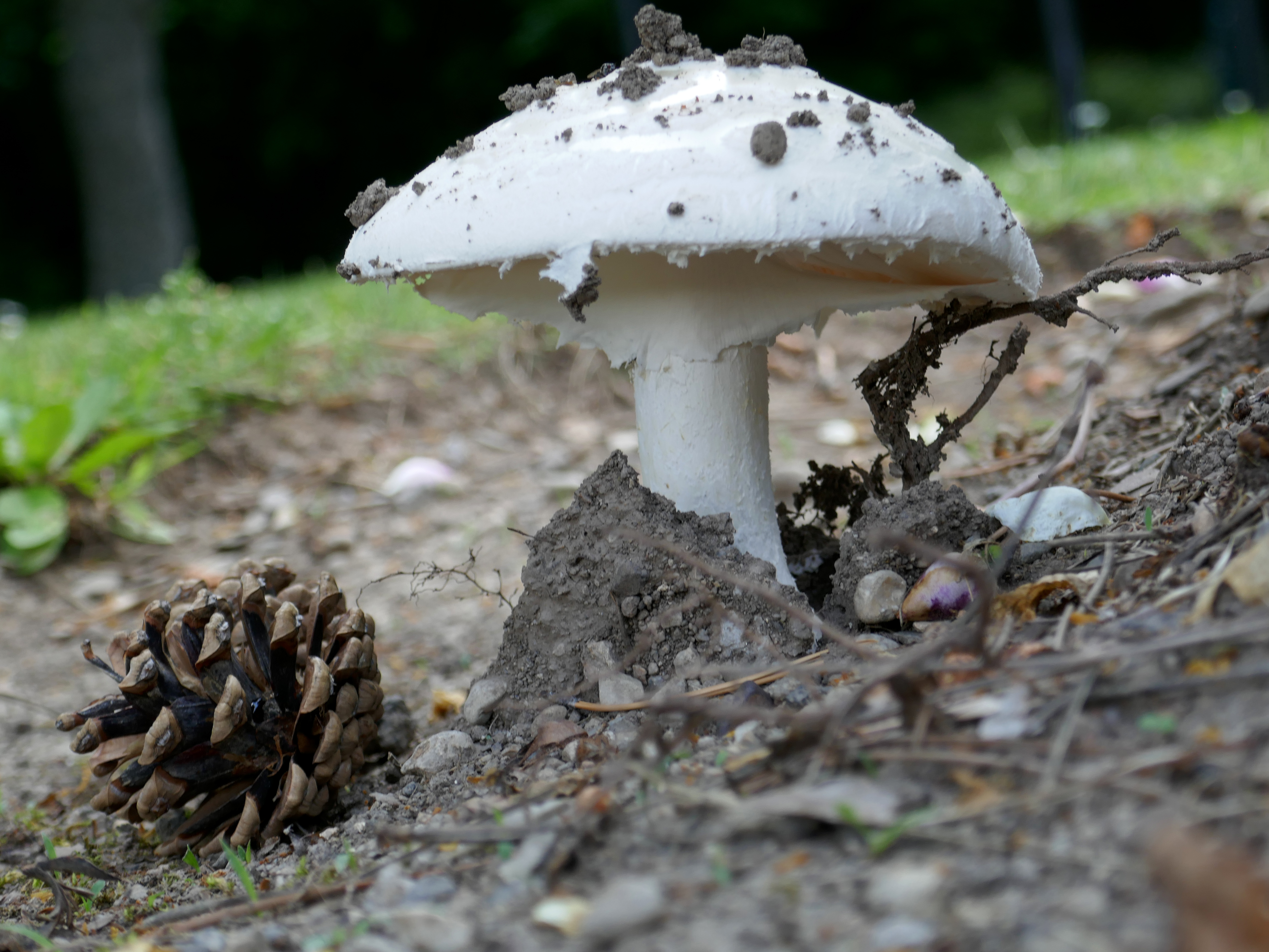
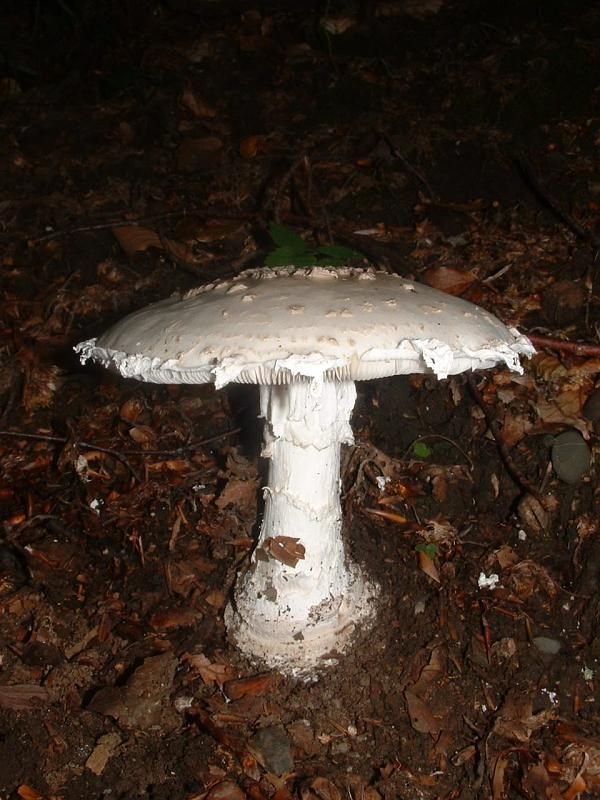
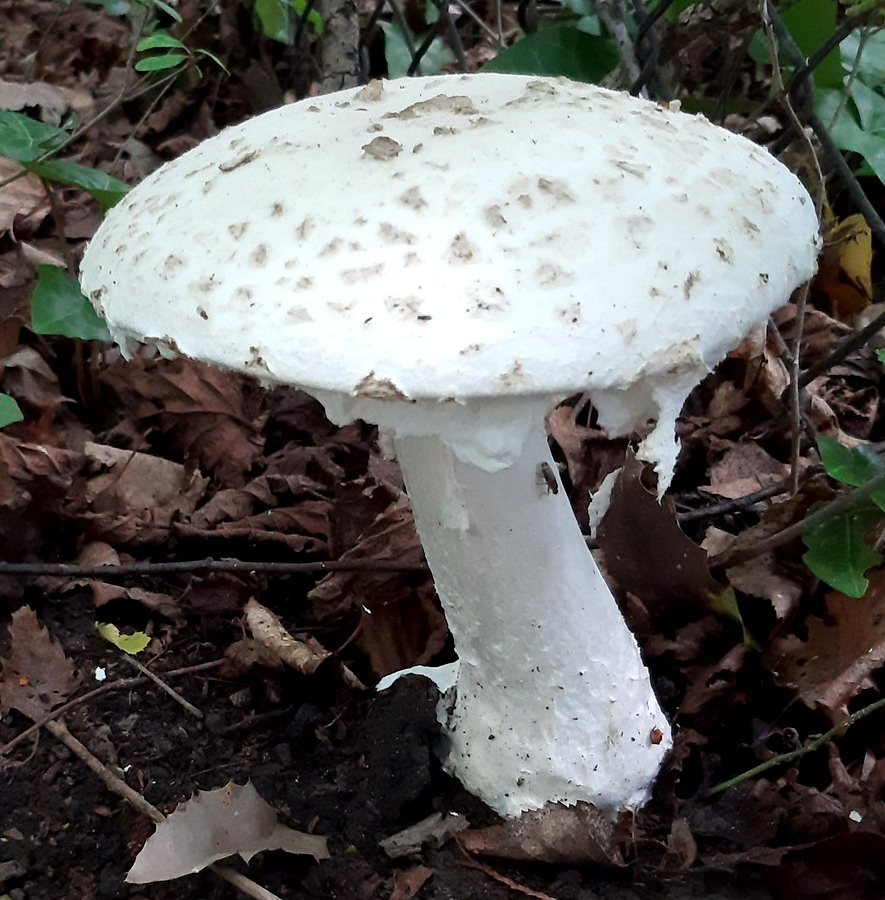